# Donnchadh III, conde de Fife
Donnchadh III o Duncan fue conde de Fife (o mormaer) desde 1270/2 a 1288.
Siendo un niño sucedió a su padre, el Mormaer Colbán, fallecido prematuramente. Durante su minoría, William Wishart, obispo de St. Andrews, se convirtió en el custodio del condado. Quizás por la lucha de poder en el condado, el obispo confiscó tierras al jefe del Clan MacDuib, cabeza de la sociedad gaélica de Fife. Más tarde Eduardo I de Inglaterra ordenó a los Guardianes de Escocia restaurar el orden en esas tierras. El propio Donnchadh era uno de esos guardianes, responsables de supervisar el gobierno en Escocia en ausencia del rey. Antes de esto, en 1284, reconoció junto con otros nobles a la princesa Margarita de Noruega como heredera de Alejandro III.
Donnchadh se casó con Johanna (o Joan), hija de Gilbert de Clare, VI conde de Hertford a través de su primera mujer Alice de Lusignan (div. 1271) con quien tuvo al menos dos hijos: Duncan y un anónimo MacDuibh (=MacDuff). El primer nombre del último es desconocido, pero el estilo implica que fue el jefe del Clan mac Duib. También tuvo una hija, Isabella, casada con John Comyn, conde de Buchan.
La última mención del conde (posiblemente después de su muerte) fue fechada en agosto de 1289. Fue asesinado en su pleno auge en Pittillock, cerca de Falkland, mientras se dirigía a Dunfermline, sede del gobierno escocés en ese momento, por algunos de sus parientes en septiembre. La Crónica de Lanercost llamó al mormaer "cruel y avaricioso más allá del promedio" (Barrow, Robert Bruce, p. 332, n. 33). Fue enterrado en la Abadía de Cupar.